# Diapensia himalaica
Diapensia himalaica är en fjällgröneväxtart som beskrevs av Joseph Dalton Hooker och Thomson. Diapensia himalaica ingår i släktet fjällgrönor, och familjen fjällgröneväxter. Utöver nominatformen finns också underarten D. h. retusa.